# Edwardsia ivelli
Edwardsia ivelli é uma espécie de cnidários antozoários da família Edwardsiidae. É endémica dos Reino Unido.